# Thyrsanthemum
Thyrsanthemum là một chi thực vật có hoa trong họ Commelinaceae, được Marcel Pichon mô tả lần đầu tiên năm 1946.

## Các loài
Hiện tại người ta công nhận 3 loàitrong chi, tất cả đều đặc hữu Mexico.
- Thyrsanthemum floribundum (M.Martens & Galeotti) Pichon - Guerrero, Jalisco, Oaxaca, Michoacán, Hidalgo, Puebla.
- Thyrsanthemum goldianum D.R.Hunt - Guerrero, Michoacán, bang México, Nayarit.
- Thyrsanthemum macrophyllum (Greenm.) Rohweder - Oaxaca.